# Реж (река)
Реж — река в Свердловской области России, правая составляющая Ницы (бассейн Оби).

## География

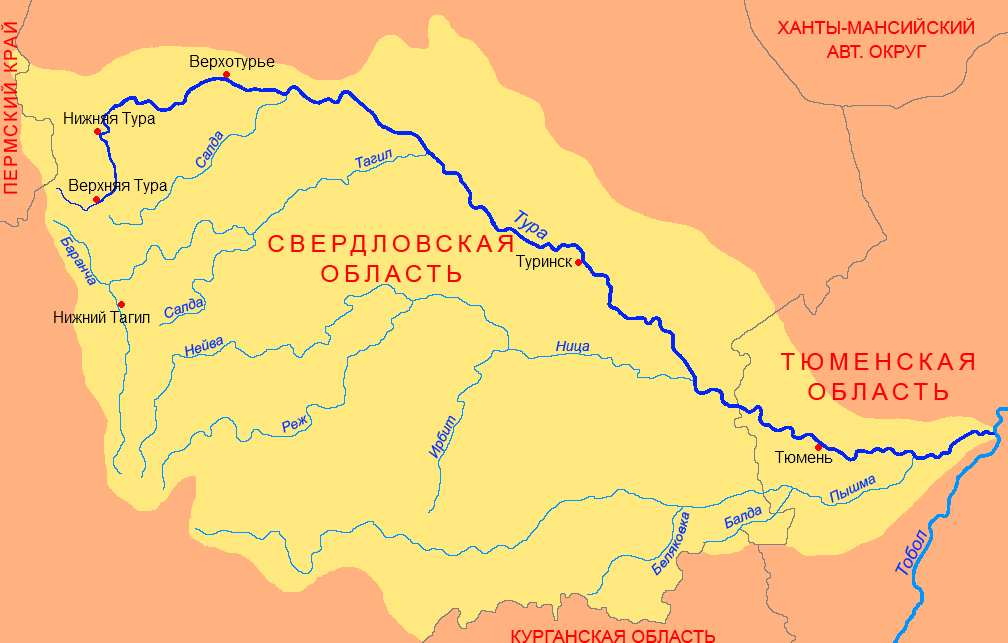
Бассейн Туры

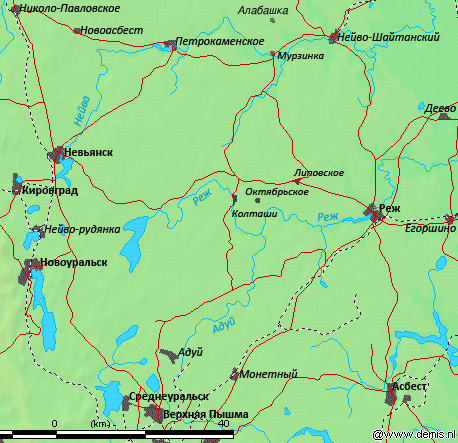
Схема верховьев реки Реж и окрестностей

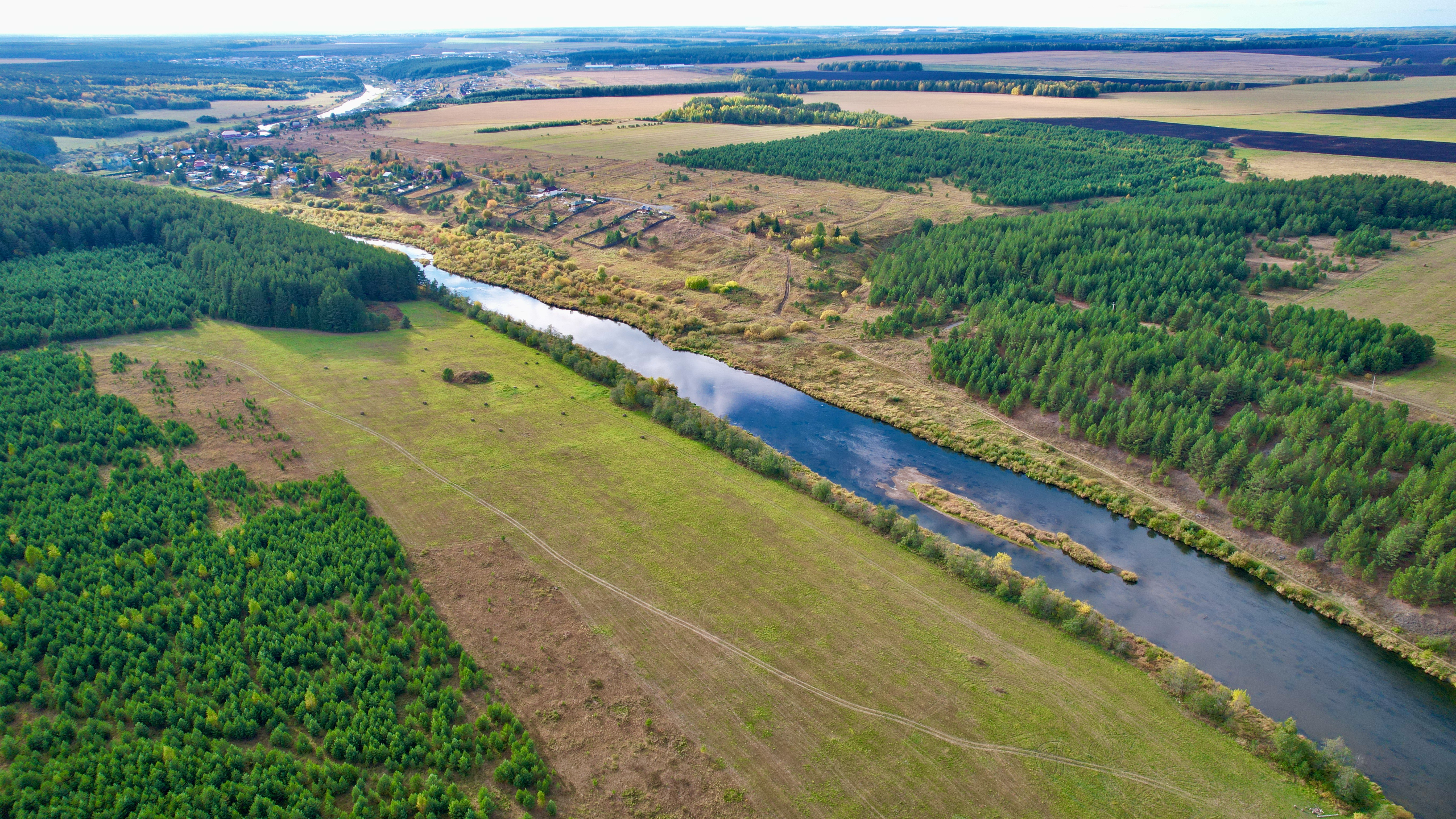
Реж в районе деревни Чепчугово

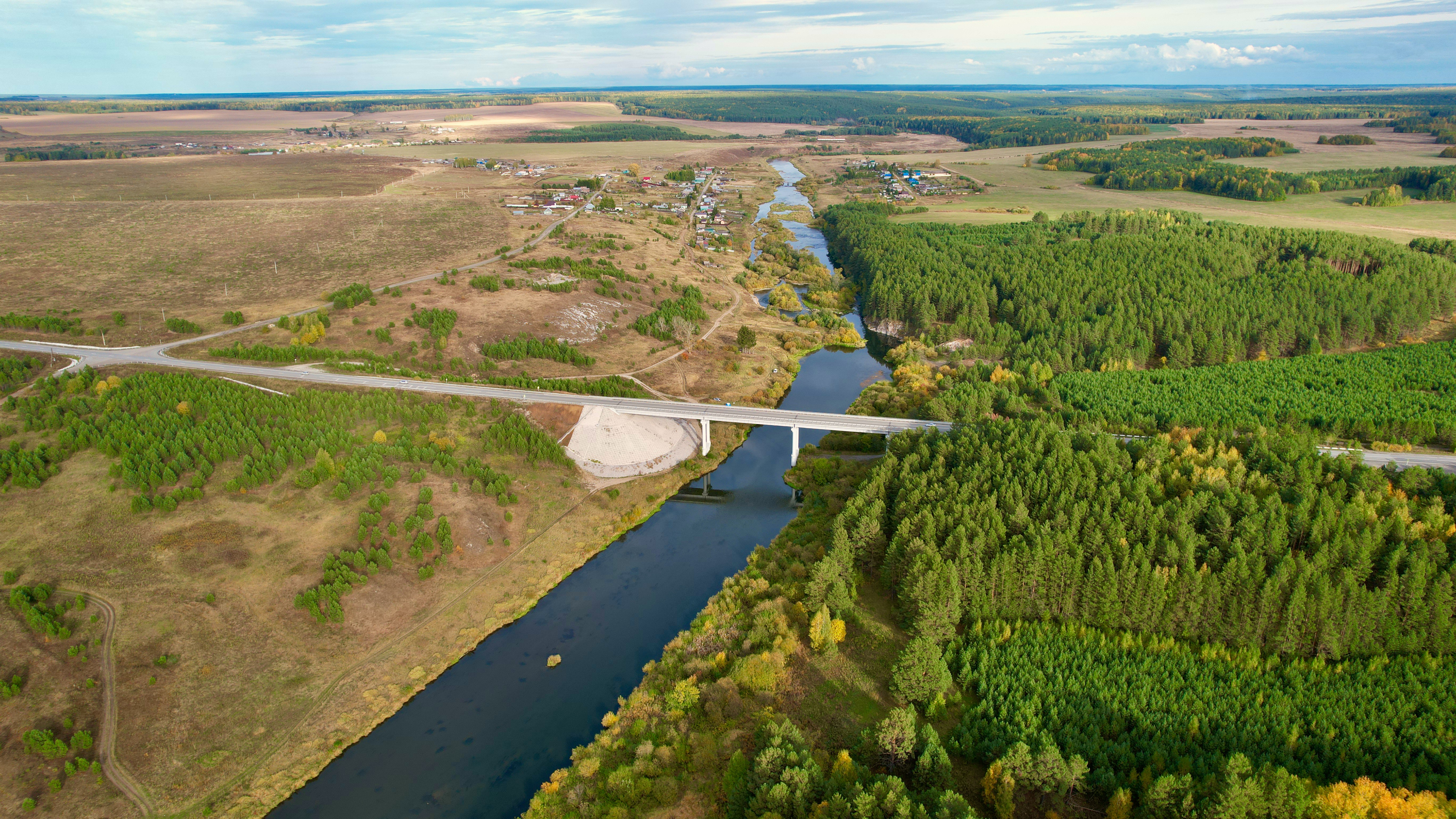
Мост через Реж (Режевской тракт) в районе деревни Сохарёво

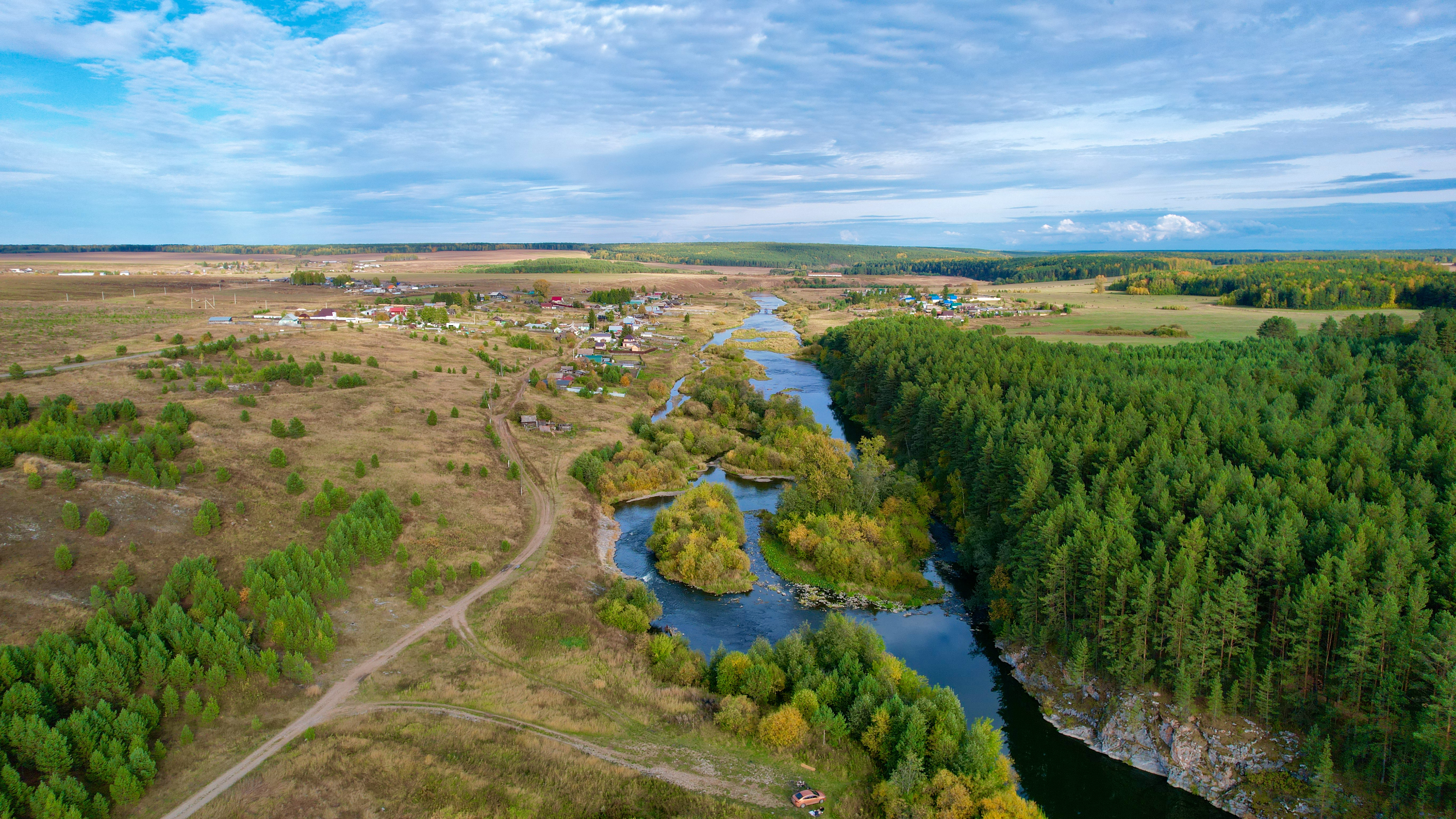
В деревне Сохарёво

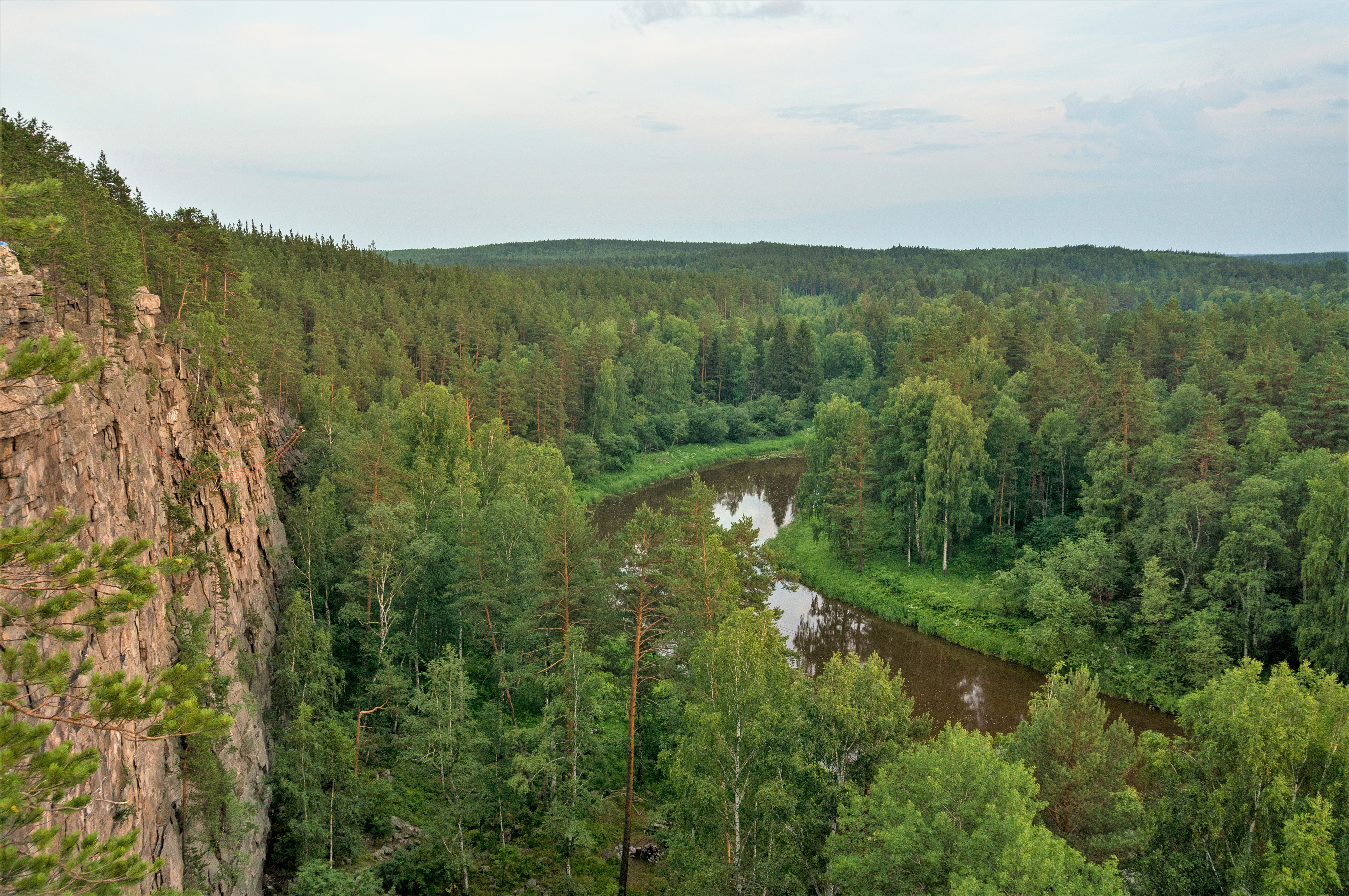
Вид на Реж с Шайтан-Камня

Длина реки — 219 км, площадь водосборного бассейна — 4400 км². Образуется слиянием рек Аять и Большой Сап, берущих начало на восточном склоне Среднего Урала.
Питание преимущественно снеговое. Среднегодовой расход воды — 11,9 м³/с. Замерзает в конце октября — ноябре, вскрывается в начале апреля — мае. Сток Режа зарегулирован Аятским озером и Режевским водохранилищем в городе Реж.

## Населённые пункты
На реке Реж расположены населённые пункты (от истока к устью):
- село Аятское,
- село Корелы,
- деревня Колташи,
- город Реж,
- село Першино,
- деревня Голендухино,
- село Глинское,
- деревня Ощепково,
- деревня Чепчугово,
- деревня Сохарево,
- деревня Луговая,
- село Липино,
- село Мироново,
- деревня Бучино,
- село Гостьково,
- село Раскатиха,
- посёлок Курорт-Самоцвет,
- село Арамашево,
- деревня Косякова,
- деревня Катышка,
- посёлок Коптелово,
- деревня Исакова,
- деревня Таборы,
- село Коптелово,
- деревня Никонова,
- посёлок Пешкова,
- село Ялунинское,
- деревня Вогулка,
- село Ярославское,
- деревня Кострома,
- деревня Ветлугина,
- деревня Бутакова,
- село Клевакино,
- деревня Сохарёва,
- село Костино,
- деревня Фоминка,
- деревня Молокова,
- деревня Ячменёва,
- деревня Федосова,
- деревня Ключи.

## Притоки
(указано расстояние от устья)
- 100 км: Арамашка
- 119 км: Рассоха
- 126 км: Глинка
- 147 км: Бобровка
- 152 км: Быстрая
- 164 км: Озёрная
- 166 км: Крутая
- 188 км: Адуй
- 195 км: Скопинская Талица
- 199 км: Талица
- 214 км: Сап
- 219 км: Большой Сап
- 219 км: Аять

## Скалы
Одной из главных достопримечательностей реки Реж являются скалы-бойцы. Всего в долине реки насчитывается более шестидесяти скал. Карта режевских скал, их предания и легенды представлены в книге «Режевские сокровища».
В окрестностях скалы Шайтан-камень, у села Октябрьского, в конце XVIII века было открыто уникальное месторождение шайтанского переливта — красивой разновидности агата.

## Самоцветная полоса Урала
В верхнем течении река Реж пересекает знаменитую Самоцветную полосу Урала. На берегах были обнаружены богатейшие месторождения турмалина (в том числе полихромного) и шайтанского агата-переливта.

## Памятники архитектуры
Изба XVII века в знаменитом Нижнесинячихинском музее-заповеднике имеет из режевское происхождение. Старинные избы XVII—XVIII веков из сёл Останино и Липовского приводятся в качестве образцов крестьянского жилища этого времени в учебных пособиях по деревянному зодчеству Урала.

## Режевские музеи
В населённых пунктах по берегам реки Реж действует более десятка музеев. Один из самых известных — Коптеловский музей истории земледелия и быта крестьян в селе Коптелово.

## Водный туризм
Река пригодна для сплава как во время весеннего половодья, так и летом. Категория сложности — до II.

## Режевской экопарк
В среднем течении реки от деревни Луговой до села Арамашево находится Режевской экопарк с проложенной экотропой вдоль скалистого берега реки Реж, видовыми площадками с режевских скал, рекреационными пляжными зонами, ландшафтными музеями в Мироново и Арамашево.